# 서상덕 (정치인)
서상덕(徐相德, 1909년 ~ 1967년 5월 20일)은 대한민국의 정치인이다. 제2대 국회의원을 지냈다.

## 약력
일본 고베중학교를 3년 중퇴하고
- 대한청년단 나주군 단장
- 제2대 국회의원을 역임하였다.

## 역대 선거 결과
|  | 29.10% |

|  | 38.85% |

|  | 14.41% |

|  | 17.08% |

|  | 11.89% |

## 참고 자료
- 서상덕 - 대한민국헌정회